# جيني شيبرد
جيني شيبرد (بالإنجليزية: Jenny Shepherd) هي لاعب هوكي الحقل نيوزيلندية، ولدت في 12 أبريل 1972.

## وصلات خارجية
- جيني شيبرد على موقع اتحاد ألعاب الكومنولث (مؤرشف) (الإنجليزية)